# Видикер, Александр
Александр Видикер (нем. Alexander Widiker, родился 27 апреля 1982 года в Кустанае) — немецкий регбист, проп клуба «Хайдельбергер РК» и по совместительству его играющий тренер. Рекордсмен сборной Германии по числу игр (65 матчей). Двукратный чемпион Германии в составе «Хайдельбергер РК», один из немногих немецких регбистов-легионеров (выступал во французском дивизионе Федераль 1 за «Орлеан»).

## Биография

### Семья
Александр родился 27 апреля 1982 года в городе Кустанай (ныне Костанай, Республика Казахстан). Родители — поволжские немцы Фридрих и Эмилия Видикеры. Дедушки и бабушки Александра проживали в АССР Немцев Поволжья и были депортированы оттуда в Казахстан. В возрасте 11 лет семья Александра уехала в Германию, где он выучил немецкий язык и стал посещать секцию регби. Его семья проживала сначала в Брамше (Нижняя Саксония), затем переехала в Лейпциг и окончательно поселилась в Вислохе около Гейдельберга.
По образованию Александр квалифицированный техник-механик. Свободно владеет русским и немецким языками. Сам Александр проживает в Сант-Ильгене (земля Баден-Вюртемберг), его подруга — уроженка Казахстана. Есть дочь (родилась в 2012 году).

### Клубная карьера
Александр занимался в Кустанае баскетболом, хоккеем и футболом, а также немного увлекался борьбой. В Германии он стал заниматься в секции регби с 1994 года, играя на позиции нападающего в первой линии благодаря своей крупной комплекции. Начинал он карьеру в клубе «Рорбах», который позднее слился с молодёжным составом клуба «Нойенхайм». В основном составе «Нойенхайма» Видикер дебютировал в возрасте 17 лет, в 2003 и 2004 годах он выиграл с ним дважды чемпионат Германии.
В 2006 году Видикер получил приглашение из французского регбийного клуба «Орлеан», выступавшего во французском дивизионе Федераль 1, и принял его. Там он выступал на протяжении 4 лет, прежде чем вернулся в Германию и стал играть за «Хайдельбергер РК», где занимает пост играющего тренера.

### Карьера в сборной
В сборной Германии 2000-х Александр Видикер считался одним из опытнейших игроков. Он выступал за сборные до 17 и до 19 лет, дебютировал за основную сборную 21 октября 2001 года в матче против Швеции. 20 ноября 2010 года он сыграл первый матч на правах капитана сборной в своей карьере, выйдя на поле в игре против Польши.
50-ю встречу он провёл 24 марта 2012 года против Молдавии, сравнявшись с достижением Хорста Кеммлинга. Ему удалось 27 октября перебить его достижение, проведя 51-ю игру против Украины. 5 апреля 2014 года он провёл 58-ю игру против Чехии и объявил о завершении карьеры в сборной по личным причинам, однако в мае 2015 года вернулся в сборную к решающим матчам за выход на чемпионат мира и довёл общее число матчей до 65, однако его сборная проиграла очную схватку с Россией.

## Достижения
- Чемпион Германии: 2003, 2004, 2011, 2012, 2013
- Обладатель Кубка Германии: 2001, 2011
- Победитель Кубка европейских наций по регби в дивизионе 2: 2008